# Ordításlánc (Így jártam anyátokkal)
Az Ordításlánc az Így jártam anyátokkal című televízió-sorozat harmadik évadának tizenötödik epizódja. Eredetileg 2008. április 14-én vetítették, míg Magyarországon 2008. december 23-án.
Ebben az epizódban Marshall teljesen összeomlik, amikor az új főnöke üvöltözik vele. Miközben a többiek tanácsot adnak neki, Ted vesz egy új autót.

## Cselekmény
Miután Marshall meglátja, hogy új főnökük, a Tüzér Arthur (későbbi részekben Arrogáns Arthur) becenévre hallgató Arthur Hobbs ordítozik az egyik kollégájával egy jelentés miatt, megretten. Attól fél, hogy vele is ez fog történni, ha nem készül el időre a jelentése (amit azért, hogy a többiek is megértsenek, nindzsajelentésnek nevez). Mivel nem mer szembesülni a főnökkel, a többiek tanácsot adnak neki. Robin szerint legyen kemény és demonstrálja harciasságát mondjuk egy fegyverrel. Ted szerint úgy kellene beszélnie, mint Abraham Lincoln, ami Marshall szerint nem fog működni, mert legfeljebb kidobatná ezért a biztonságiakkal. Barney egy példát hoz fel, közvetlen kollégájáét, Gary Blaumanét. Ő egyszerűen elküldte a francba az ordítozó főnökét, majd közölte, hogy felmond, mert az unokatesójának elindult egy netes biznisze. Ezután megpróbált odavizelni az asztalra, sikertelenül. Barney azzal zárja a mesét, hogy a netes biznisz bedőlt, Gary takarítóként kezdett el dolgozni, majd meghalt (mely hazugság). A tanulság szerinte az, hogy nem arról van szó, hogy a főnöke ordít vele, hanem hogy ez egy "ordításlánc", azaz Arthurral a főnöke ordítozik, azzal a saját főnöke, és végül az egész körbeér. Marshall rávilágít, hogy ez akkor nem egy lánc, hanem egy kör, de Barney szerint nem is ez a lényeg, hanem hogy neki is ordítania kellene valakivel. 
Másnap este Marshall felhívja Tedet, úgy, hogy az ne árulja el Lilynek, hogy ő az, és lehívja az utcára. Ted épp most vett egy vadonatúj autót, és abba ülnek be. Elpanaszolja neki, hogy Barney tanácsára egy pincérrel kellett volna ordítoznia, de helyette a pincér ordította le őt. Másnap azonban, felülemelkedve kételyein, megmondja a magáét Arthurnak, és felmond a Nicholson, Hewitt & West-nél. Most Lily miatt aggódik, ugyanis ő mindvégig támogatta őt, és most nem lesz pénzük kifizetni a lakbért. Az autónál szépen lassan megjelennek a többiek is, felbosszantva Tedet, majd legvégül Lily. Marshall bevallja neki az igazat, és megígéri, hogy visszaszerzi az állását – Lily szerint viszont nem kell így tennie, hiszen utálja a munkáját, a helyzetet pedig majd csak megoldják valahogy. Ted, látván barátai nehéz helyzetét, eladja az autóját (mert a higiéniai szabályokat a többiek úgysem tartották be és még szexeltek is az autóban), és a befolyt összeggel őket támogatja. 

## Kontinuitás
- Marshall és Lily úgy kelnek fel szex után, mint "A kezdetek" és az "Atlantic City" című részekben.
- Marshall több korábbi részben is ("Élet a gorillák között", "Én nem az a pasi vagyok") panaszkodott, hogy nem tud választani az álomállás és a biztos megélhetés között.
- Amikor Marshall Barneyval ordítozik, felhánytorgatja neki, hogy James-szel nem közös az apjuk, és az biztosan nem Bob Barker. Barney korábban (és később is) úgy mutatkozott, hogy teljesen elhiszi ezt a két dolgot.

## Jövőbeli utalások
- Marshall úgy hiszi, vissza kellene szerezni az állását a "Csodák" című epizódban.
- Gary Blauman a későbbi epizódokban felbukkan, bizonyítva, hogy Barney tényleg csak kitalálta az egész, róla szóló sztorit.
- "A legutolsó cigi" című részben Arthur megint Marshall főnöke lesz a Góliát Nemzeti Banknál, azonban ő láthatóan nem is emlékszik arra, hogy valaha együtt dolgoztak.

## Érdekességek
- Gary Blaumant a Saturday Night Live egykori szereplője, Taran Killam játssza, aki Cobie Smulders férje.
- Bob Odenkirk több epizódban is alakítja Arthur Hobbs-t, az ezzel kapcsolatos elfoglaltságai miatt azonban nem ért rá szerepelni a Breaking Bad című sorozatban. Mivel az alkotóknak ki kellett valamivel tölteniük a játékidőt, létrehozták Mike Ehrmantraut karakterét – így az ő létezése az Így jártam anyátokkal közvetlen következménye.

## Vendégszereplők
- Jordan Black – Ferguson
- Bob Odenkirk – Arthur Hobbs
- Taran Killam – Gary Blauman
- Bryan Callen – Bilson

## Fordítás
- Ez a szócikk részben vagy egészben  a   The Chain of Screaming című angol Wikipédia-szócikk ezen változatának fordításán alapul.  Az eredeti cikk szerkesztőit annak laptörténete sorolja fel. Ez a jelzés csupán a megfogalmazás eredetét és a szerzői jogokat jelzi, nem szolgál a cikkben szereplő információk forrásmegjelöléseként.